# فنار المنتزه
فنار المنتزه هو فنار يقع داخل قصر المنتزه بحي ثان المنتزه، الإسكندرية. لا يُعرف تاريخ بناء الفنار تحديدًا لكنه بُني في أواخر الثلاثينيات.

## الموقع
عندما بنى الخديوي عباس حلمي الثاني قصر المنتزه، كان في طرفه الشمالي، جزيرة صغيرة، بُنى عليها كُشك كلاسيكي للشاي على الطراز الروماني وربطت الجزيرة بالشاطئ عبر جسر على الطراز إيطالي ـ القوطي. لاحقًا، بنى الملك فاروق الأول فنارًا على الجزيرة ليرشد السفن واليخوت إلى خليج المنتزه الذي كان يرسو به يخت الملك، «المحروسة». كما كان المرشد الرئيسى للسفن الآتية من خليج أبي قير والمتجهة إلى ميناء الإسكندرية. والفنار يواجه فندق هلنان فلسطين.

## الوصف
الفنار عبارة عن برج حجري مستدير، غير مطلي، به حواف عمودية وفانوس وشرفة والموقع مفتوح، لكن البرج مغلق.